# Гарафа (отбор)
„Ал-Гарафа“ Спортс клъб е футболен клуб от гр. Доха, столицата на Катар.
В него са играли Бакари Коне, Жуниньо Пернамбукано, Сони Андерсон, Марсел Десаи и Хакан Якън. Първото име на клуба е „Ал-Итихад“ (т.е. „Съюзът“). Казва се „Ал-Гарафа“ от 2004 г.